# Gerbillus perpallidus
Gerbillus perpallidus (ook bleke gerbil) is een zoogdier uit de familie van de Muridae. De wetenschappelijke naam van de soort werd voor het eerst geldig gepubliceerd door Setzer in 1958.